# Hadego

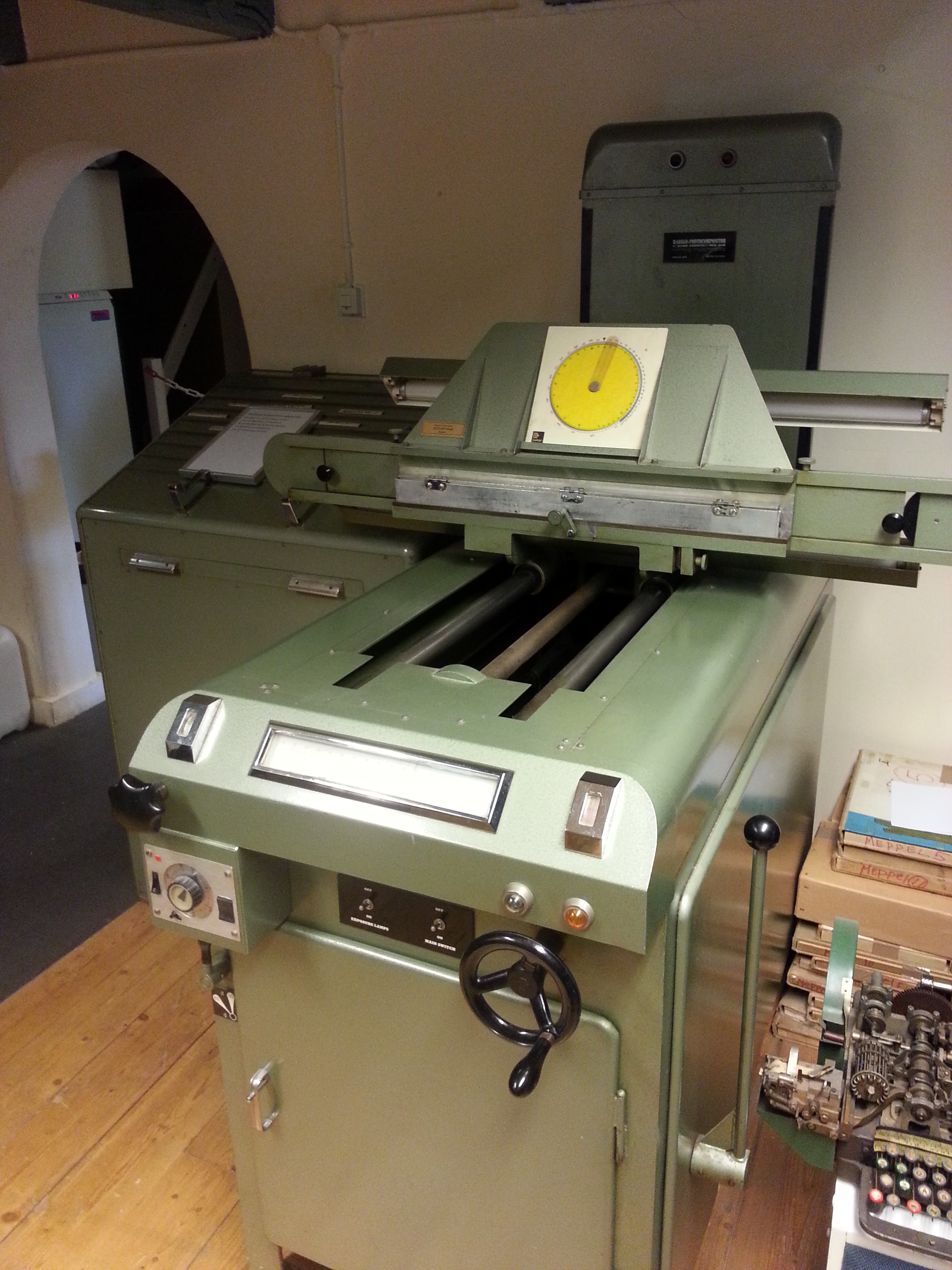
Een Hadego (Drukkerijmuseum Meppel)

De Hadego, ook wel bekend als de ATF-Hadego of de ATF-Hadego Photo-compositor, is een zetmachine die gebruikmaakt van fotografische letterzettechnieken gecombineerd met het Ludlow-letterzetprincipe.

## Geschiedenis
De Hadego film composing machine, zoals de Hadego in 1951 werd gepatenteerd, werd eind jaren veertig van de twintigste eeuw ontworpen door de Nederlander Hans de Goeij. De naam Hadego is een samenvoeging van zijn eigen naam. De Goeij verleende American Type Founders (ATF) een licentie voor wereldwijde exploitatie van de Hadego.
De Amerikaanse machines kwamen van ATF, de machines voor Nederland en enkele andere Europese landen kwamen van het bedrijf QuodBonum, een zusteronderneming van drukkerij De Spaarnestad uit Haarlem.
De fotografische zetterij verving begin jaren zestig van de twintigste eeuw de hoogdruk en loden letters maar raakte op haar beurt weer in onbruik door de opkomst van de offsetdruk en de personal computer in de jaren tachtig.

## Werking
De Hadego maakt gebruik van zwarte plastic matrijzen, waarop in wit het letterteken in zeefdruk is aangebracht. De losse letters worden (net als bij een Ludlow) in een zethaak geplaatst. De zwarte regel met witte letters wordt met een tweetal lampen verlicht, waarbij het gereflecteerde licht door de lens valt. Het licht wordt zo op een gevoelige film geprojecteerd. De "afdruk" vindt plaats door middel van het kunstlicht dat door een in hoogte verstelbare fotografische lens wordt gelaten. De lens kan ook op verschillende vergrotingsmaatstaven worden ingesteld. Hierdoor is de letter groter of kleiner te projecteren. Met maar twee series van 350 verschillende matrijzen, een van 20 punts grootte, de andere van 48 punts grootte, kunnen alle maten tussen 8 en 110 punts letters worden bereikt. Dit was een enorme verbetering ten opzichte van de oude loden letters die per lettergrootte voorhanden moesten zijn. Ook slijt een plastic blokje niet van het veelvoudig reflecteren van de lichtstralen. De loden letters waren maar een beperkt aantal maal te gebruiken of soms maar één keer. De zwarte plastic blokjes (matrijzen genoemd) hebben een rechthoekige vorm voor romein en vette letters en in een schuin gezaagde vorm voor de cursieve letters. Aan het begin en eind van een cursieve regel worden speciale wigvormige blokjes (hoek van 15 graden) geplaatst, waardoor de zethaak voor romein en cursieve regels gebruikt kan worden. Elke regel tekst (destijds meestal kopregels) wordt zo gefotografeerd.